# لکه‌ماهی آرام
لکه‌ماهی آرام (نام علمی: Citharichthys sordidus) نام یک گونه از سرده لکه‌ماهی است.